# Dolinczański Grzbiet

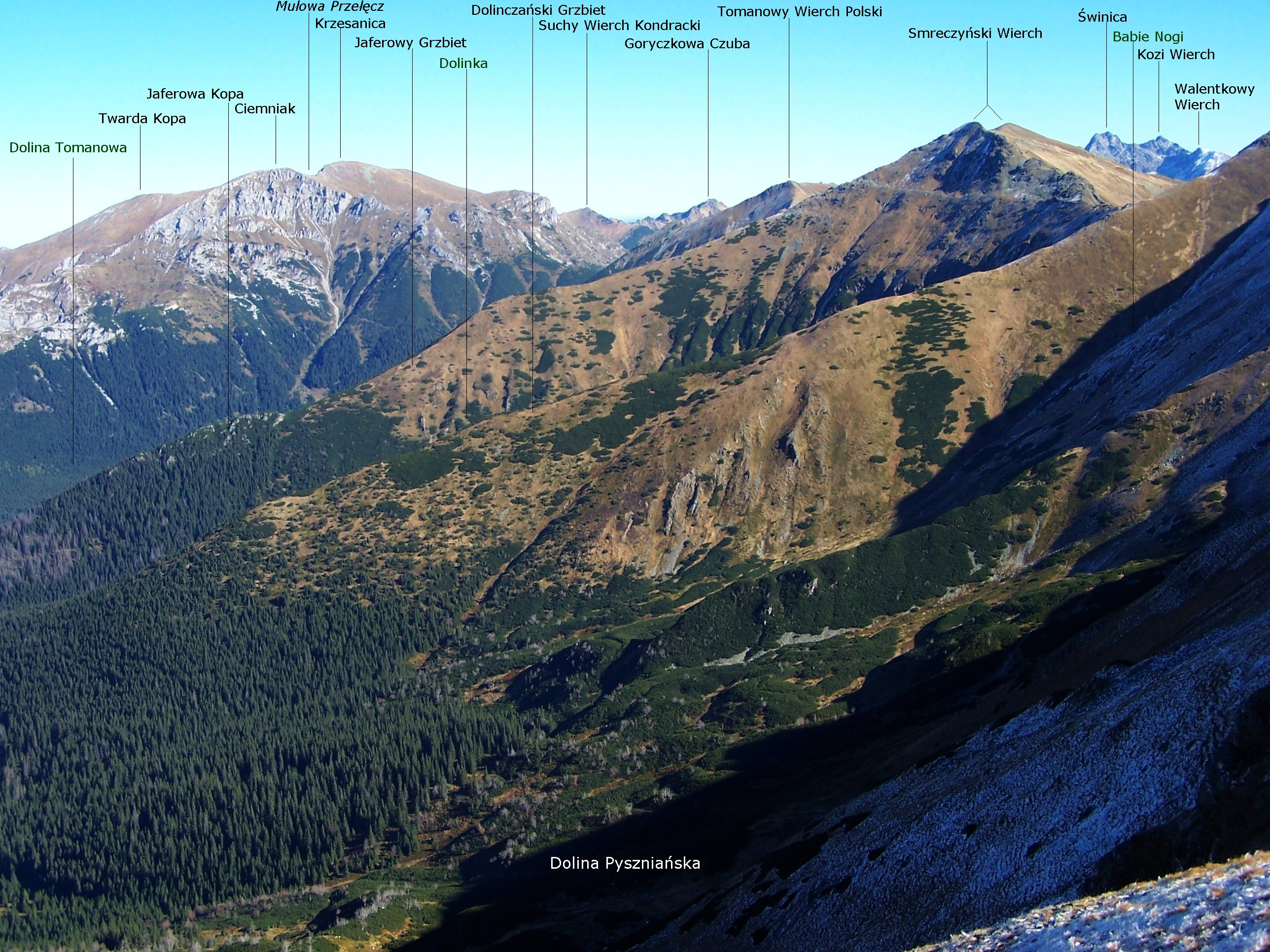
Widok z zachodniej strony

Dolinczański Grzbiet – długi, boczny grzbiet w polskich Tatrach Zachodnich, odchodzący w północno-zachodnim kierunku od grani głównej pomiędzy szczytem Kamienistej a Hlińską Przełęczą. Opada do Doliny Pyszniańskiej. Jego wschodnie stoki opadają do Dolinki (odgałęzienie Doliny Pyszniańskiej), zachodnie do wielkiego żlebu Babie Nogi wciętego w północne stoki Kamienistej.
Znajduje się poza szlakami turystycznymi na obszarze ochrony ścisłej „Pyszna, Tomanowa, Pisana”. Dawniej były to pasterskie tereny Hali Pysznej.